# Напролом
«Напролом» (англ. Lockout, інша назва — MS One: Maximum Security) — французький науково-фантастичний фільм Джеймса Метера і Стівена Сент-Леже, сценарій якого написаний ним спільно з Люком Бессоном.
Прем'єрний показ відбувся на Міжнародному кінофестивалі фантастичних фільмів у Брюсселі 7 квітня 2012 року. В українських кінотеатрах показ розпочався з 10 травня.
2079 р. дочку президента США захоплюють у заручники повсталі в'язні на космічній станції-в'язниці «MS One». Щоб врятувати її, уряд посилає на станцію агент ЦРУ Сноу, звинуваченого у вбивстві. В разі успіху йому обіцяно свободу.

## Сюжет
У 2079 році співробітник ЦРУ Сноу перебуває на допиті. Його звинувачено у вбивстві полковника Френка Армстронга, який виявив докази діяльності шпигуна в космічній програмі США. Директор Секретної служби Скотт Ленґрал за порадою президента визнає Сноу винним у вбивстві та шпигунстві, підтвердивши, що бачив це на власні очі. Тому Сноу засуджують до тридцяти років ув'язнення суворого режиму на космічній станції «MS One», де ув'язнені утримуються в стазисі. Друг Сноу та його колега-агент на ім'я Гаррі Шоу намагається знайти Мейса, який знає, де захований портфель Френка з викраденими секретами щодо космічної програми.
Тим часом дочка президента Емілі прибуває на «MS One», щоб розслідувати заяви про спричинення стазисом божевілля в ув'язнених. Наглядач дозволяє їй взяти інтерв'ю у божевільного в'язня Гідела. Йому вдається втекти і звільнити всіх ув'язнених. Більш розсудливий брат Гідела, Алекс, очолює бунт. Він захоплює Емілі в полон задля викупу та примушує співробітника станції налаштувати озброєння проти всіх, хто наближається до «MS One».
Гаррі Шоу переконує Ленґрала та президента скористатися послугами Сноу, щоб врятувати Емілі, замість штурмувати станцію, що напевне зруйнує її. Спочатку Сноу не погоджується, але Шоу запевняє його, що Мейс перебуває на «MS One» і може довести його невинність. Сноу відправляють до станції на шаттлі разом зі Ленґралом як посередником у перемовинах між урядом і бунтівниками.
Спочатку Ленґрал намагається обманом змусити Алекса звільнити Емілі, адже той не знає, що вона дочка президента. Він пропонує віддати Емілі задля демонстрації його чесності та обіцяє, що Алекса відпустять. Однак Алекс не бажає отримати свободу, якщо решта в'язнів лишаться на станції. Алекс розуміє, що Емілі — дочка президента, але вона втікає зі своїм охоронцем Гоком, і обоє замикаються в кімнаті. Їм бракує кисню, тому Гок вчиняє самогубство, щоб виграти Емілі більше часу.
Сноу в скафандрі потай проникає на станцію та визволяє Емілі й робить їй штучне дихання. Потім він змінює зачіску та одяг Емілі, щоб замаскувати її під ув'язнену, та непомітно проводить у напрямку евакуаційної капсули. Вони знаходять Мейса, але стазис пошкодив його мозок і позбавив чіткості мислення. Сноу та Емілі беруть із собою Мейса та намагаються дістатися до капсули. В той час станцію, лишившись без керування, врізається в Міжнародну космічну станцію. Зіткнення спричиняє пробоїну і Мейс гине. Сноу приводить Емілі до капсули, але там виявляється лише одне місце. Зрозумівши, що його відправили на вірну смерть, Сноу відправляє Емілі на Землю. Але дочка президента запускає капсулу порожньою, лишившись на станції. Вона пояснює, що є єдиною гарантією виживання заручників, які інакше будуть вбиті при штурмі «MS One». Гідел зв'язується з Емілі та погрожує вбити заручників, якщо вона не розкриє своє місцезнаходження; однак після того, як вона це зробить, він все одно вбиває заручників.
Сноу та Емілі знаходять докази використання ув'язнених для незаконних дослідів. Алекс знаходить і ловить Емілі; він також стріляє в Сноу, залишаючи його помирати. Коли Алекс дізнається, що Гідел убив заручників; він зв'язується з президентом, погрожуючи зґвалтувати Емілі, якщо в'язнів не звільнять. Президент ризикувати Емілі, через що Ленґрал усуває його від командування. Потім Ленґрал наказує знищити «MS One». Гідел намагається зґвалтувати Емілі, як і обіцяв, але його вбиває Алекс. Потім з'являється Сноу та нокаутує Алекса. Сноу та Емілі тікають від в'язнів. Тим часом люди Ленґрала закладають бомбу на станції. Сноу та Емілі одягають скафандри та вистрибують з «MS One», коли він вибухає. Використовуючи парашути, Сноу й Емілі безпечно приземляються в Нью-Йорку, де Сноу заарештовують.
Пізніше Емілі усвідомлює, що незв'язні слова Мейса насправді були кодом від камери схову, де міститься портфель Френка. Досліджуючи номер мотелю, де був убитий Френк, Емілі розуміє, що Ленґрал бачив як Сноу стріляв у відображення Френка в дзеркалі. Сноу передає портфель Шоу, той вводить шифр на замку, але всередині виявляється порожньо. Сноу зауважує, що Шоу міг знати шифр лише в тому разі, якщо він шпигун, що й намагався довести Френк. Шоу заарештовують, а Сноу звільняють, повернувши все його майно, включаючи запальничку, подаровану Френком перед смертю. Шоу проте впевнений, що він надто цінний, на відміну від Сноу. Оглядаючи запальничку, Сноу знаходить у ній карту пам'яті, де міститься справжня секретна інформація. Емілі зустрічає його та каже, що дізналась справжнє ім'я Сноу — Маріон. Обоє йдуть вечірнім пляжем.

## У ролях
| Актор          | Роль             |
| -------------- | ---------------- |
| Гай Пірс       | Сноу             |
| Меггі Грейс    | Емілі Ворнок     |
| Пітер Стормаре | Скотт Ланґрал    |
| Ленні Джеймс   | Гаррі Шоу        |
| Джозеф Ґілґан  | Гідел            |
| Вінсент Ріган  | Алекс            |
| Пітер Хадсон   | президент Ворнок |
| Тім Плестер    | Мейс             |

## Кінокритика
На Metacritic фільм «Напролом» зібрав середню оцінку 48 зі 100. На Rotten Tomatoes він отримав 37 % схвальних рецензій критиків і 46 % позитивних оцінок від широкої авдиторії.